# Werk op de spoorweg bij de Diefdijk
Het Werk op de spoorweg bij de Diefdijk is een onderdeel van de Nieuwe Hollandse Waterlinie in Acquoy, gemeente West Betuwe. Pal ten westen van de plek waar de spoorlijn Geldermalsen - Leerdam (geopend in 1883) de Diefdijk doorsnijdt, ligt aan weerszijden van de spoorlijn het Werk op de Spoorweg.
Het ovale forteiland heeft een oppervlakte van ongeveer zes hectare en is vrijwel geheel omgeven door natte gracht. Het werk ligt direct ten oosten van Leerdam en de spoorlijn doorsnijdt het fort in twee ongelijke delen. Ten zuiden van het spoor staan drie bomvrije gebouwen, een wachthuis, een keuken met kantine en een remise. Op het noordelijk deel staat nog een tweede en grotere remise. In de remises werden de kanonnen gestald. 
Het fort werd in 1880 aangelegd om toegang via het de spoorweg te verhinderen en om de dijk in de Linge bij Rhenoy met vuur te dekken. Al in 1885 werd de versterking verbeterd door de bouw van remises en betonnen borstweringsmuren. 
In het midden staat het wachthuis, gebouw A. Dit bomvrije bakstenen gebouw van drie verdiepingen is omstreeks 1880 gebouwd. In de kelder is de opslagplaats voor de munitie. Op de begane grond en de bovenverdieping zijn de verblijven voor de manschappen. Op de bovenverdieping is ook het officiersverblijf en helemaal links een remise.
In 1885 zijn er drie gebouwen bijgebouwd. Direct ten zuiden, rechts, van het wachthuis ligt gebouw C, hier zijn de keuken en de kantine gevestigd. De linker remise, gebouw B, heeft nog lokalen voor de commandant en telegraaf. In de rechter remise, gebouw D, is alleen stalling voor de kanonnen. De gebouwen B, C en D zijn gemaakt van trasbeton. Alle bouwwerken zijn grotendeels afgedekt met aarde ter bescherming en camouflage. Alleen de voorgevels, gericht op het veilige westen, zijn zichtbaar.
Voor en achter het werk lagen kraanbruggen, waarvan één exemplaar nog aanwezig is. Deze kraanbrug is in 2011 gerestaureerd en is te gebruiken. De gracht aan de oostzijde is gedempt en daarmee zijn ook de bruggen verdwenen. Buiten de gracht, aan de andere kant van de Diefdijk, staat nog een fortwachterswoning annex artilleriemagazijn.
Het verdedigingswerk is vanaf eind jaren tachtig van de 20e eeuw in particulier bezit en deels als woning in gebruik.
Op minder dan 1 kilometer ten zuiden van het werk ligt het Gemaal De Oude Horn. Bij het gemaal lagen ook inlaatsluizen om water vanuit de Linge via de Culemborgse Vliet naar de inundatievelden ten oosten van de Diefdijk te voeren. Het werk had ook een rol bij de verdediging van deze inundatiesluizen.